# Ursicollum
Ursicollum är ett släkte av svampar. Ursicollum ingår i familjen Cryphonectriaceae, ordningen Diaporthales, klassen Sordariomycetes, divisionen sporsäcksvampar och riket svampar.
|            | Endothia                            |
|            |                                     |
|            | Cryphonectria                       |
|            |                                     |
|            | Endothiella                         |
|            |                                     |
|            | Chrysoporthe                        |
|            |                                     |
|            | Amphilogia                          |
|            |                                     |
|            | Aurapex                             |
|            |                                     |
|            | Celoporthe                          |
|            |                                     |
|            | Holocryphia                         |
|            |                                     |
| Ursicollum | \| \| Ursicollum fallax \| \| \| \| |
|            | \| \| Ursicollum fallax \| \| \| \| |
|            | Microthia                           |
|            |                                     |
|            | Prosopidicola                       |
|            |                                     |
|            | Chrysoporthella                     |
|            |                                     |
|            | Rostraureum                         |
|            |                                     |
|            | Ursicollum fallax                   |
|            |                                     |

|  | Ursicollum fallax |
|  |                   |